# C/2012 B3 (La Sagra)
C/2012 B3 (La Sagra) — одна з гіперболічних комет. Ця комета була відкрита 29 січня 2012 року; вона мала 18.3m на час відкриття.